# Радогощ (Ленінградська область)
Радогощ (рос. Радогощь) — присілок Бокситогорського району Ленінградської області Росії. Входить до складу Радогощинського сільського поселення.
Населення — 362 особи (2012 рік).